# Stará myslivna Konopiště

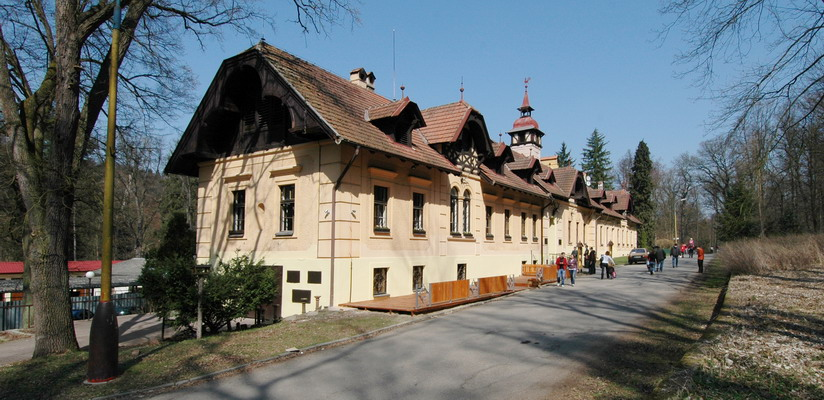
Stará myslivna Konopiště 2010

Stará myslivna Konopiště, nebo také Stará myslivna na Konopišti, je historická budova z konce 19. století, která se nachází nedaleko Benešova v bezprostřední blízkosti Státního zámku Konopiště, po rekonstrukci slouží jako restaurace.

## Poloha
Budova je umístěna na severozápadní straně zámku Konopiště na pěší cestě od veřejného parkoviště k Zámeckému rybníku.

## Historie

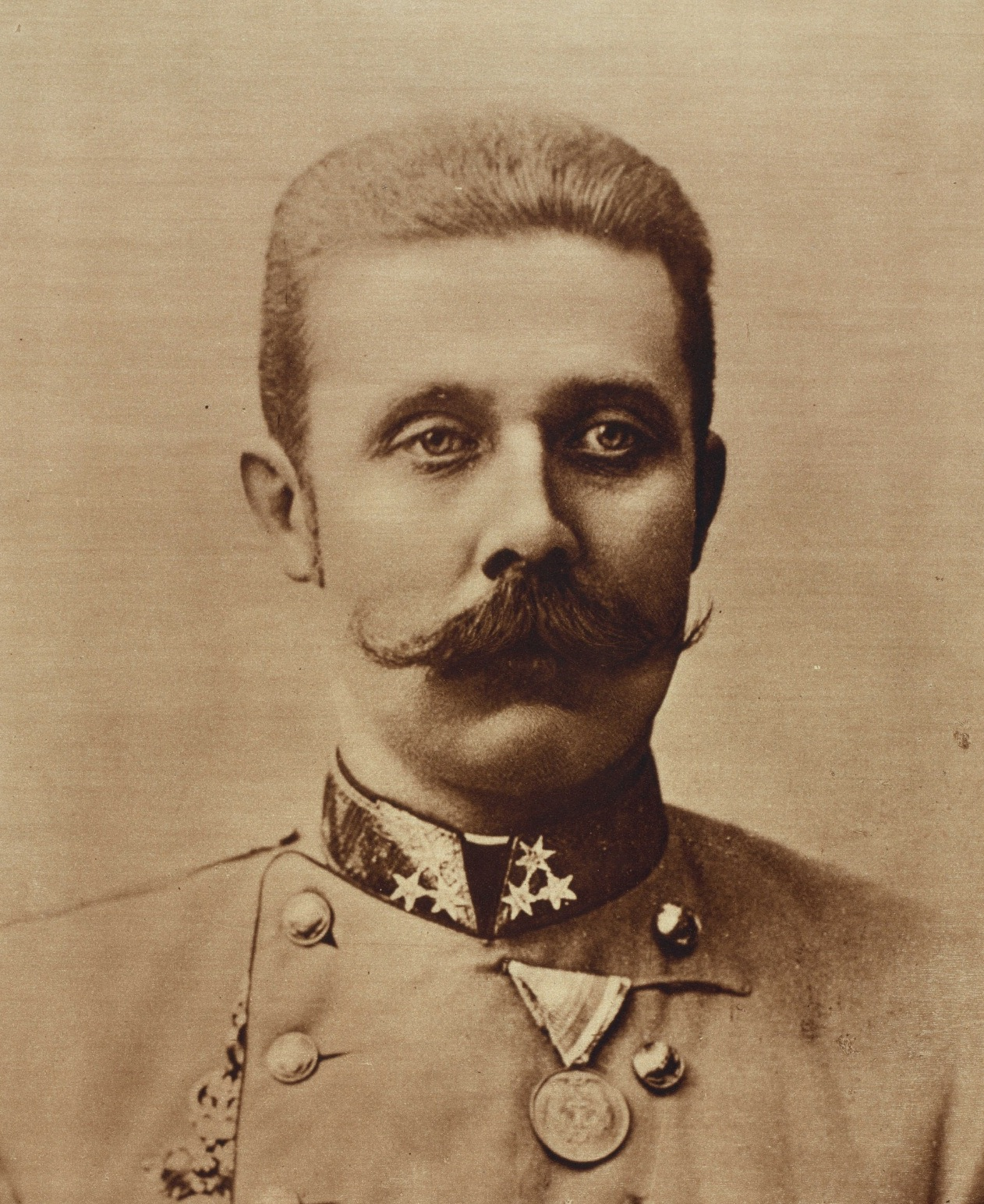
František Ferdinand d'Este

Vlastníkem zámku Konopiště a zakladatelem hospodářských objektů kolem zámku včetně budovy Staré myslivny byl Arcivévoda František Ferdinand Rakouský d'Este, následník rakousko-uherského trůnu a synovec císaře a krále Františka Josefa I. zámek Konopiště využíval jako domovské sídlo pro své tři děti a manželku Žofii, z českého šlechtického rodu Chotků. V závěru 19. století zámek zásadním způsobem přestavěl a upravil také jeho široké okolí. Na místě Staré myslivny byl v roce 1840 postaven nový lihovar, který stál původně severně od zámeckého pivovaru. Lihovar byl v roce 1894 přemístěn do Benešova a budova byla přestavěna pro účely pošty a školy a v Konopišti jí bylo přiděleno číslo popisné 2.

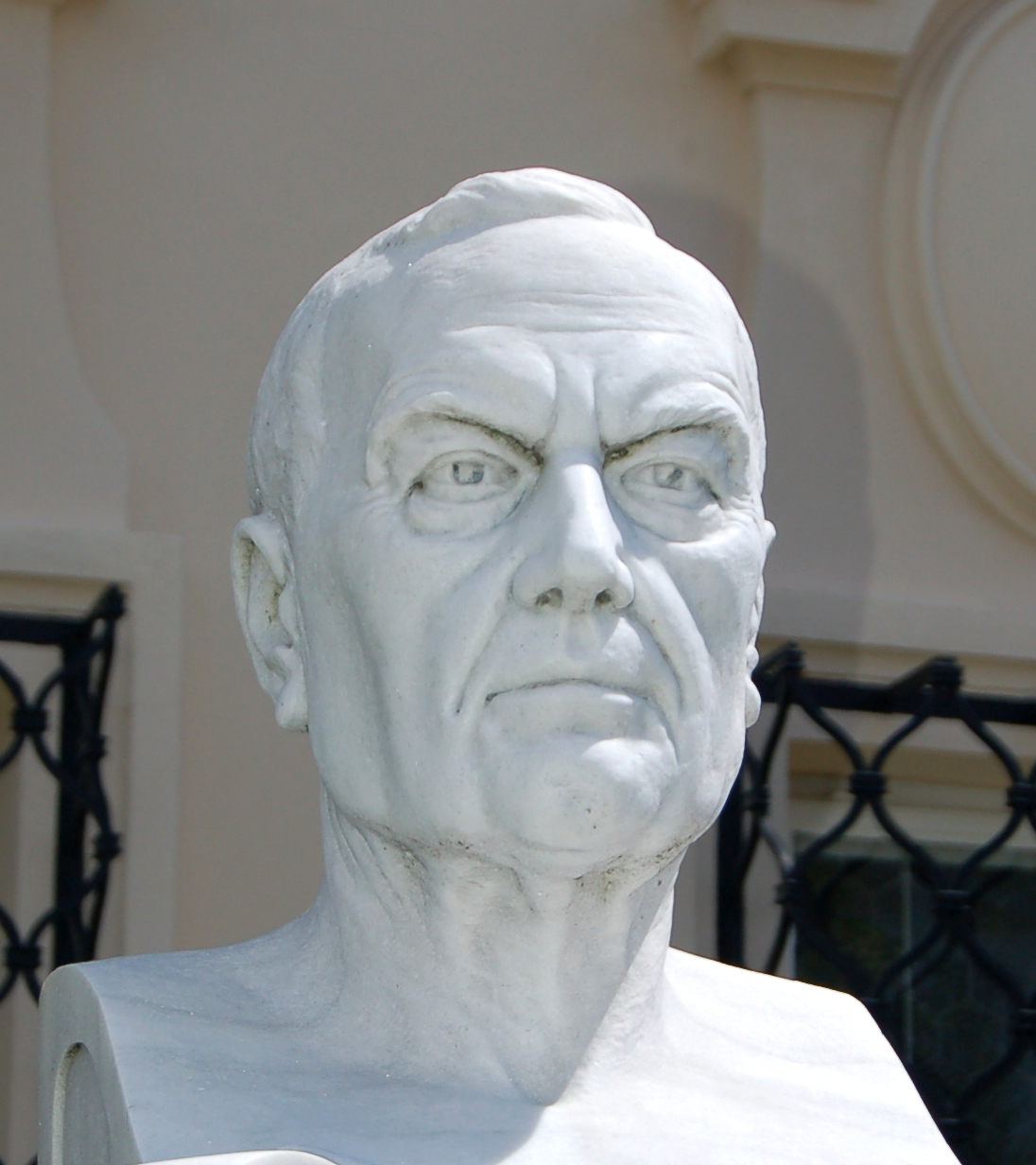
Ludwig Baumann, architekt

Naposledy byla budova přestavěna podle návrhu věhlasného architekta, českého rodáka, Ludwiga Baumanna, který je mimo jiné autorem budovy Dolnorakouské obchodně – průmyslové komory ve Vídni, Ministerstva války a přestavby Nového Hofburgu. V této podobě se budova dochovala prakticky dodnes. V průběhu první světové války byl v budově zřízen vojenský lazaret pro zraněné vojáky CK Rakousko-Uherské armády. Koncem 20. století zde byly prostory pro pohoštění prominentních účastníků mysliveckých honů v bažantnici Konopiště. V současnosti je budova v majetku českého státu a je spravována Lesy České republiky s.p. a je součástí komplexu Lesního závodu Konopiště. Polovina budovy je využívána pro ubytování zaměstnanců Lesního závodu a ve druhé polovině se nachází zvěřinová lovecká restaurace.

## Pamětihodnosti
Stará myslivna Konopiště patří k vyhledávaným turistickým cílům[zdroj⁠?!] na Benešovsku nejenom pro svoji historickou a architektonickou hodnotu a prostředí. V budově, v její restaurační části, se nachází množství historických artefaktů, které jsou veřejně přístupné.

### Orchestrion

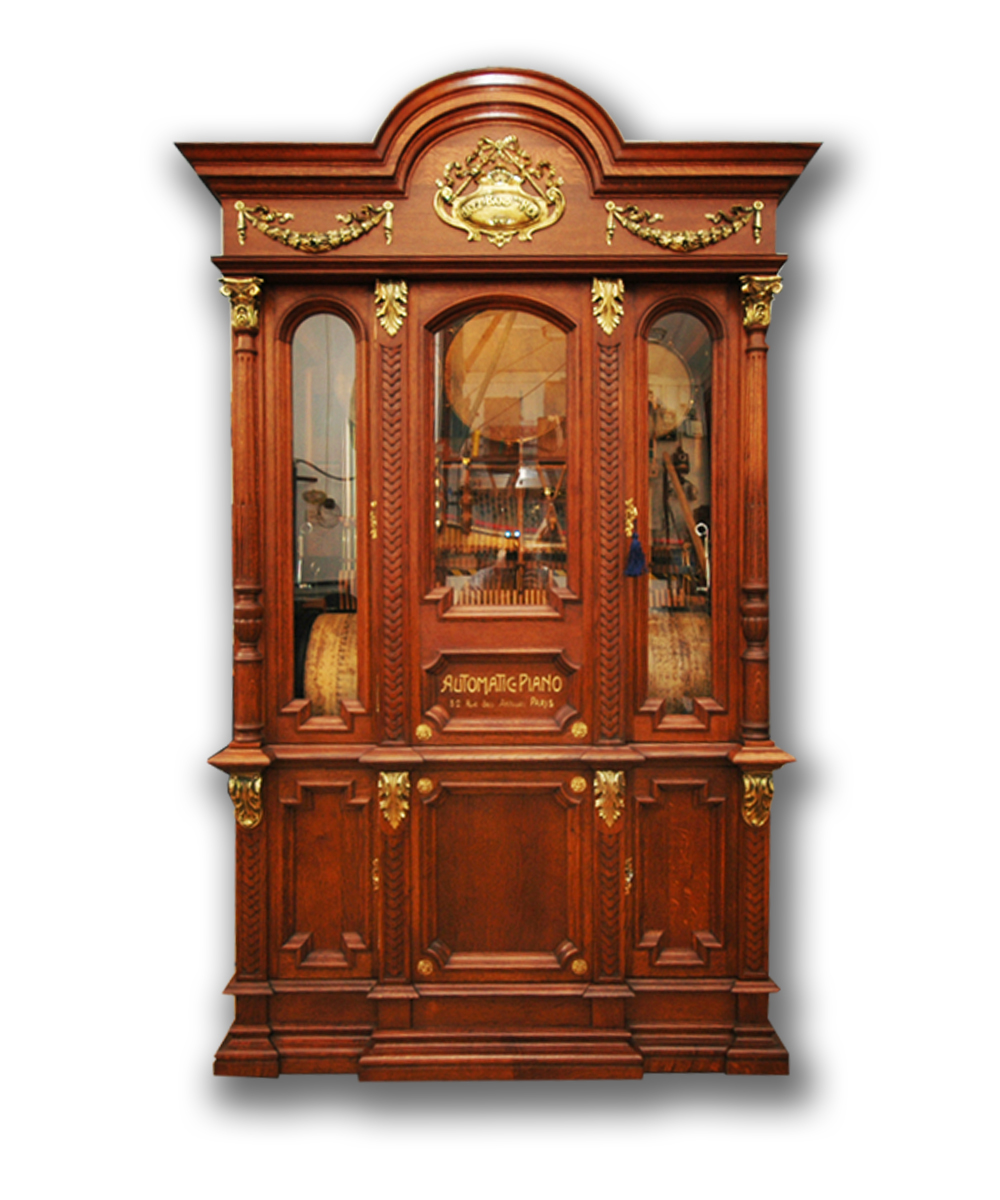
Orchestrion na Staré myslivně Konopiště

Automatic piano, H.Horvilleur & Georges-Presberg, vyrobeno v Paříži začátkem 20. století pod označením „Jazz Band Rex“ byla oblíbená kratochvíle dětí Františka Ferdinanda De Este. Více než sto let starý orchestrion byl náhodně objeven u belgického starožitníka a poté velice náročně rekonstruován věhlasným restaurátorem Ivo Roháčem z Olomouce. Základní nástroj tvoří strunná baraš s 41. tóny. Orchestrion dále obsahuje basový buben, malý bubínek, činel, rolničky, tamburínu, dva dřevěné kalíšky a 7 trubkových zvonů. Klasický hřebíčkový válec uvádí v pohyb mechaniku s kladívky a abstrakty. Jedná se o vzácný technický a historický unikát.

### Socha Svatého Huberta

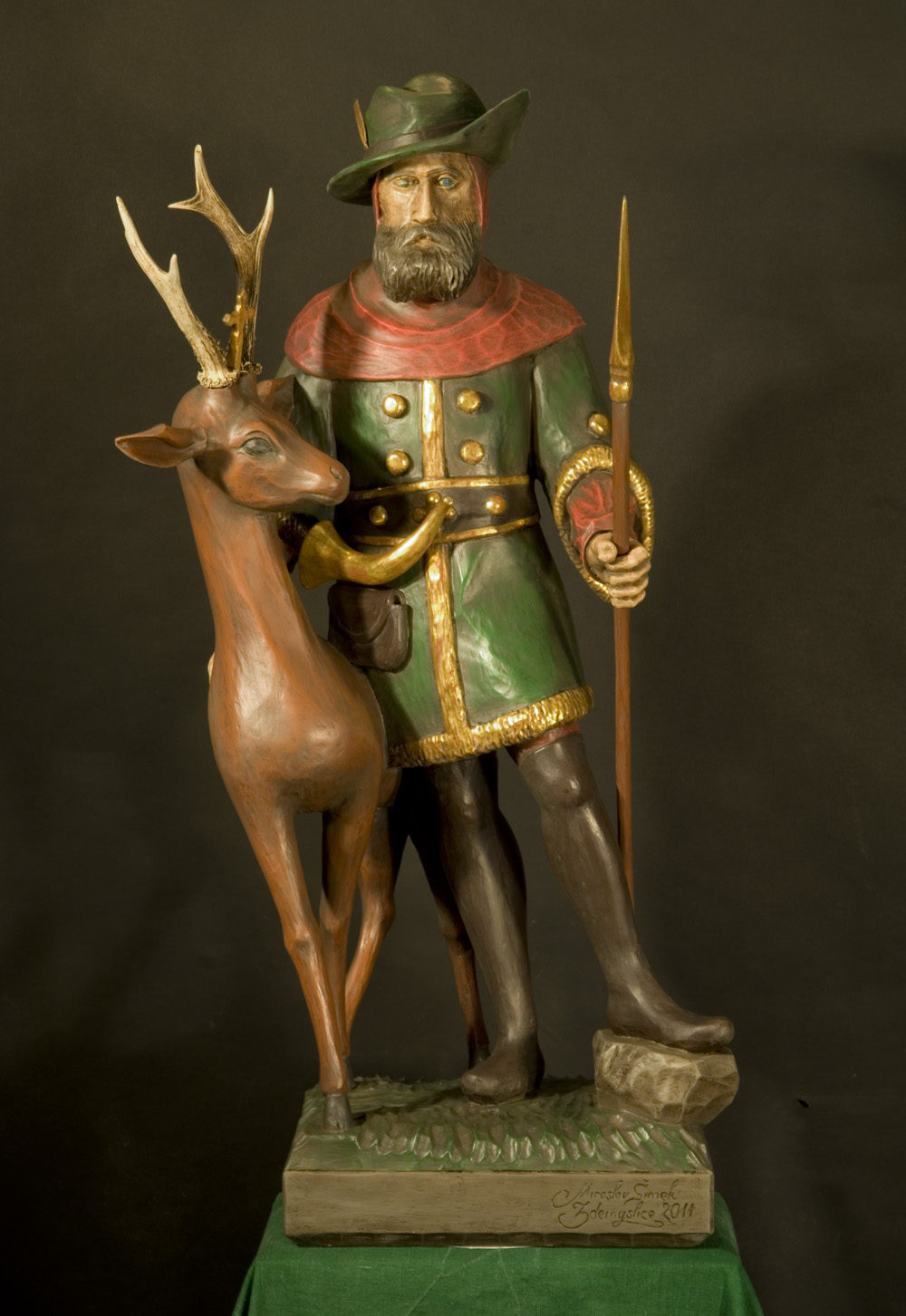
Sv. Hubert na Staré myslivně Konopiště

Sousoší Svatého Huberta, patrona myslivců a lovců je polychromovaná dřevořezba z lipového dřeva, kterou vytvořil řezbář Miroslav Šimek ze Zdemyslic a polychromem opatřil uznávaný restaurátor[zdroj⁠?!] Viktor Brůžek včetně použití plátkového ryzího zlata. Toto sousoší bylo volně vytvořeno podle skutečné historické sochy, která se v minulosti nacházela v nice budovy Stará myslivna a nyní je součástí expozice Muzea Podblanicka na zámku ve Vlašimi. Sousoší bylo slavnostně benedikováno (posvěceno) Jeho Milostí kanovníkem svatoštěpánské kapituly Mgr. Martinem Davídkem dne 29. 7. 2011.

### Lovecké trofeje
Sál restaurace navazuje na zámecké interiéry a Františka Ferdinanda d'Este. Stylový lovecký interiér doplňuje bohatá trofejní výzdoba vážně konkurující trofejím arcivévody na zámku. Paroží jelení, dančí a srnčí zvěře, kejpy jelena, divočáka a muflona, kůže medvěda a lišek, preparáty jezevce, kuny, vydry, kachen, orebic, hus divokých, kachen divokých, bažantů, tetřevů, tetřívků, volavky, sovy a dravých ptáků. Dále jsou součástí interiéru, vzácné lovecké artefakty, autentické střelné zbraně, historické obrazy, terče a rytiny Martina Eliase Ridingera z 1. pol. 18. století.

### Portrét F. Ferdinanda d'Este
Vlastníkem zámku Konopiště a hospodářských objektů kolem zámku, včetně budovy Staré myslivny byl arcivévoda František Ferdinand d'Este, následník rakousko-uherského trůnu a synovec císaře a krále Františka Josefa I. Následník trůnu byl nejen vášnivým lovcem a sběratelem loveckých trofejí, ale také sběratelem umění. Dne 28. června 1914 byl v Sarajevu na něj a jeho manželku vévodkyni Žofii z Hohenbergu spáchán atentát. Jeho smrt byla záminkou pro rozpoutání první světové války. V interiéru Staré myslivny se nachází originální olejomalba, portrét F. F. d'Este v životní velikosti, signovaný Bochňák Bohumil 09, největší dochovaný portrét na světě.

### Dřevěné kukačkové hodiny
Starodávné kyvadlové hodiny bohatě ručně vyřezávané jsou dílem neznámého řezbáře ze západních Čech a na Starou myslivnu se dostaly až z Blovic u Plzně. Jedná se o unikátní, mechanismus, dokonale fungující do dnešní doby. Každou čtvrthodinu vyjíždí z malých dvířek v hodinách křepelka, volající „pět peněz, pět peněz” ve čtvrt – jednou, v půl – dvakrát, ve tři čtvrtě třikrát a v celou čtyřikrát. Každou celou hodinu pak hned za křepelkou vyjede z dalších dvířek kukačka, která kukáním oznámí počet hodin.

## Restaurace
Restaurace Stará myslivna Konopiště byla po celkové rekonstrukci nově otevřena začátkem roku 2009. Sál restaurace navazuje na zámecké interiéry a dobu Františka Ferdinanda d'Este. Jeho součástí je i originální olejomalba – portrét Františka Ferdinanda, bohatá umělecká výzdoba s nákladnými loveckými trofejemi, více než 100 let starý plně funkční orchestrion a originální polychromovaná socha Svatého Huberta. Pokrmy především ze zvěřinových specialit, které vychází z původních receptur místní šlechty a tehdejších myslivců, připravuje tým kuchařů, kteří působili mimo jiné i v české restauraci na světových výstavách EXPO 2005 v Aiči v Japonsku a EXPO 2010 v Šanghaji.